# The Bitter Truth
The Bitter Truth è un film muto del 1917 diretto da Kenean Buel.

## Trama
Cercando di mettere sull'avviso il fidanzato, ricercato dalla polizia, Anne viene arrestata. Al processo, presieduto dal giudice Marcus, la donna viene condannata e, quando esce dal carcere, è decisa a vendicarsi. Assunta come segretaria dalla moglie di Marcus, si mette a complottare con gli avversari politici del giudice che si è candidato alla carica di governatore. Il piano è quello di sorprendere il giudice in una situazione compromettente lesiva alla sua carriera politica. Ma, nel momento in cui sta per scattare la trappola, Anne si rende conto di essersi innamorata di Marcus e, respingendo il suo abbraccio, lo salva dall'essere sorpreso con lei dai suoi complici e dalla moglie. Poi, insieme a Jimmie, il suo fidanzato appena uscito dal carcere, Anne se ne va, rinunciando a Marcus per il suo bene.

## Produzione
Il film fu prodotto dalla Fox Film Corporation.

## Distribuzione
Distribuito dalla Fox Film Corporation, il film uscì nelle sale cinematografiche USA il 14 gennaio 1917.